# Облавце
Облавце или Облавци (на македонска литературна норма: Облавце) е село в Северна Македония, в община Старо Нагоричане.

## География
Селото е разположено в областта Средорек на пътя Кюстендил - Куманово.

## История
В края на XIX век Облавце е българско село в Кумановска каза на Османската империя. Според статистиката на Васил Кънчов („Македония. Етнография и статистика“) от 1900 г. Облавци е населявано от 250 жители българи християни.
Цялото християнско население на селото е под върховенството на Българската екзархия. По данни на секретаря на екзархията Димитър Мишев („La Macédoine et sa Population Chrétienne“) в 1905 година в Облавци има 360 българи екзархисти и функционира българско училище. През 1905-1906 година селото неколкократно е нападано от сръбски чети.
По време на Първата световна война Облавци има 237 жители.
Според преброяването от 2002 година селото има 124 жители.
| Националност     | Всичко |
| северномакедонци | 123    |
| албанци          | 0      |
| турци            | 0      |
| роми             | 0      |
| власи            | 0      |
| сърби            | 1      |
| бошняци          | 0      |
| други            | 0      |

## Личности
Родени в Облавце
- Лазар Облавски, български революционер, деец на ВМОРО[6]
- Петруш Арсов, български революционер, деец на ВМОРО, четник на Кръсто Лазаров в 1915 година[7]